# 7217 Dacke
A 7217 Dacke (ideiglenes jelöléssel 1979 QX3) egy kisbolygó a Naprendszerben. Claes-Ingvar Lagerkvist fedezte fel 1979. augusztus 22-én.